# Luca Toni
Luca Toni Ufficiale OMRI (pronunție în italiană [ˈluːka ˈtɔːni]; n. 26 mai 1977, Pavullo nel Frignano, Emilia-Romagna, Italia) este un jucător italian de fotbal retras din activitate. A câștigat alături de reprezentativa Italiei titlul mondial în 2006.

## Premii obținute
- Gheata de aur (19) obținută în sezonul 2005-06 evoluând sub tricoul formației Fiorentina (Italia) marcând nu mai puțin de 31 de goluri.

## Echipe
Luca Toni a mai jucat la Palermo, Fiorentina, Bayern München, AS Roma și Genoa.